# Cratere Manjang
Manjang è un cratere sulla superficie di 243 Ida.